# Celidosphenella maculata
Celidosphenella maculata är en tvåvingeart som beskrevs av Friedrich Georg Hendel 1914. Celidosphenella maculata ingår i släktet Celidosphenella och familjen borrflugor. Inga underarter finns listade.